# QF 12ポンド 12cwt艦砲
QF 12ポンド 12cwt艦砲（英語: QF 12 pounder 12 cwt naval gun）は、イギリスで開発された艦砲。最初期の速射砲の一つであり、駆逐艦の主砲や大型艦の魚雷防御砲として広く用いられた。また沿岸砲や高射砲にも転用された。

## 来歴
イギリス海軍は、1858年に一度は後装式ライフル砲（アームストロング砲）を採用したものの、尾栓の開放不良や、特に大口径砲では操砲困難となる問題があり、またこの時点では装甲貫徹力や照準精度が前装式に劣っていたことから、1864年、再び前装式に回帰することを決定した。しかし一方で、他国では後装式ライフル砲の開発・採用が盛んになされていたことから、イギリスの軍需産業は、輸出用としてこの種の砲の開発を継続した。
イギリス海軍も、1879年には、再び後装砲の装備へと転換した。これは尾栓の設計改良によって後装砲の実用性が向上したことや、装薬（発射薬）の進歩によって長砲身化が進み、前装砲が非実用的になったことが主たる理由であったが、既存の前装砲があまりに巨大化し、当時出現しはじめていた水雷艇を追随できる見込みがほとんどなかったことも一因であった。このことから、従来の艦砲を置き換えるような後装砲の調達を進める一方で、1881年、海軍本部は魚雷防御砲の開発要求を発出した。これは、毎分12発という大発射速度と、当時の魚雷の最大有効射程だった600ヤード (550 m)よりも長い射程により、水雷艇をアウトレンジできる性能を求められており、速射砲という新しいカテゴリとなった。そして1887年、ウィリアム・アームストロングが発表した革新的な速射砲の一つが本砲である。

## 設計・性能
砲身は"A"チューブ、"B"チューブ、外筒およびCフープ（たが）によって構成されている。ライフリングは2617ミリ長、16条、転度は120口径長で一回転とされていたが、後に30口径長で一回転に変更された。油圧式の駐退復座機を備え、高脚式（Pedestal）または中心軸式（Central Pivot）の砲架に架せられていた。隔螺式の尾栓を備え、熟練の砲員であれば毎分12発の発射速度を発揮できるとされていた。
薬室長は393.12ミリ、容積は1.994立方デシメートル、腔圧は2,520 kgf/cm2 (247 MPa)、初速は681メートル毎秒（2,235 ft/s）。最大射程は仰角40度で10,740メートル、最大射高は仰角70度で5,790メートルとされていた。

## 運用
本砲は、初期のイギリス駆逐艦の標準的な艦砲として広く搭載された。最初のA級より主砲として装備され、より大口径の40口径10.2cm砲（BL 4インチ砲Mk.VIII）を採用したF級以降でも副砲として維持された。しかし外国駆逐艦の大型化に伴って、本砲では駆逐艦との交戦には威力不足を来すようになっていき、1911年にA級駆逐艦「フェレット」を実艦標的として行われた射撃試験により、10.2cm砲弾1発の威力が7.6cm砲弾6発に勝ることが確認されたことから、1911-12年度計画のK級より廃止された。また大型艦の魚雷防御砲としても広く用いられたが、こちらも後に長砲身の50口径7.6cm砲（QF 12ポンド 18cwt艦砲）に代替された。しかしその後も、トローラーなど哨戒艦艇には広く搭載され続けており、第二次世界大戦でもツリー型・アイルズ型トローラーなどに搭載されて用いられていた。一方、第一次世界大戦中には高射砲（QF 12ポンド 12cwt高射砲）としても転用された。
大日本帝国海軍でも、日清戦争中にアームストロング社より12ポンド速射砲7門を緊急輸入し、四十口径安式十二斤速射砲（1908年以降は「四十口径安式三吋砲」、1917年以降は「四十口径安式八糎砲」）として装備化した。戦艦「富士」より魚雷防御砲として搭載されたほか、駆逐艦などにも広く搭載された。当初はアームストロング社の製品を搭載したが、のちに四十口径四十一年式十二斤速射砲（1908年以降は「四十口径四一式三吋砲」、1917年以降は「四十口径四一式八糎砲」）として国産化された。またイギリス本国と同様、こちらも高射砲（四十口径三年式八糎高角砲）としても転用された。